# Плюс одиниця
«Плюс одиниця» (інші назви: «Ділбарим», «Красуня моя») — радянський художній фільм 1967 року, знятий режисером Юрієм Степчуком на кіностудії «Узбекфільм».

## Сюжет
Фільм починається із жартівливих мультиплікаційних вставок. Виконувач обов'язків голови колгоспу Зульміхор Зухуров вирішив за час відсутності самого голови зробити блискавичну кар'єру. Він розвинув бурхливу діяльність: бореться за піднесення культури, починає висувати «своїх» передовиків.

## У ролях
- Саїб Ходжаєв — Зухуров (дублював Євген Весник)
- Бахтійор Іхтіяров — Мірза (дублював Володимир Сошальський)
- Тамілла Ахмедова — Манзура (дублювала Неллі Пянтковська)
- Йодгар Сагдієв — Абдусалом (дублював Віктор Рождественський)
- Орхан Мусаєв — Махмуд (дублювала Тамара Дмитрієва)
- Маліка Ібрахімова — епізод
- М. Ісмоїлова — епізод
- Гульшан Мухамедова — епізод
- Р. Шолоер — епізод
- А. Назархонов — музикант
- Ташходжа Акрамов — музикант
- Тахір Нармухамедов — Тахір, музикант
- Ш. Шоюсупов — музикант
- Раззак Хамраєв — кінооператор (дублював А. Полевой)
- Ісан Карімов — епізод
- Світлана Муратходжаєва — епізод
- Рауф Балтаєв — продавець магазину
- І. Пулатов — епізод
- Сагат Таліпов — епізод

## Знімальна група
- Режисер — Юрій Степчук
- Сценарист — Адил Якубов
- Оператори — Шавкат Джунайдуллаєв, В. Лендіс
- Композитори — Альберт Малахов, Шаріф Рамазанов